# Onosma rechingeri
Onosma rechingeri är en strävbladig växtart som beskrevs av H. Riedl. Onosma rechingeri ingår i släktet Onosma och familjen strävbladiga växter. Inga underarter finns listade i Catalogue of Life.